# Susan Sontag
Susan Sontag (født Rosenblatt )(16. januar 1933 i New York, New York, USA – 28. december 2004) var amerikansk essayist, forfatter, venstreorienteret intellektuel og aktivist.

## Biografi
Susan Sontags far Jack Rosenblatt drev en pelshandel i Kina, hvor han døde af tuberkulose, da Sontag var fem år gammel. Syv år senere giftede hendes mor Mildred Jacobson sig med Nathan Sontag. Både Susan og hendes hendes søster Judtih tog deres stedfars efternavn på trods af, at han aldrig formelt adopterede dem. Sontag voksede op i Tucson og Los Angeles og tog eksamen fra North Hollywood High School, da hun var femten. Hun påbeyndte studier ved Berkeley universitetet men skiftede sidenhen til University of Chicago, hvor hun læste litteraturvidenskab og filosofi. Sontag tog derefter en magistergrad i filosofi på Harvard og begyndte efterfølgende at forske i filosofi. I Chicago mødte Sontag Philip Rieff, som hun giftede sig med efter kun ti dages bekendtskab. Sammen fik de sønnen David Rieff, som senere blev hendes forlægger. Sontag modtog University Women's Association stipendium for studieåret 1957-58 ved Sct. Anns College i Oxford, hvor hun fulgte forelæsninger sammen med Iris Murdoch, J. L. Austin, Alfred Jules Ayer og Stuart Hampshire. I forbindelse med at Sontag i 1989 skulle fotograferes til et bogomslag, mødte hun den anerkendte fotograf Annie Leibovitz. De indledte et forhold, der varede frem til Sontags død, og fik en datter sammen. Sontag døde af kræft i 2004 i New York 71 år gammel og er begravet på Montparnasse kirkegård i Paris.

## Udvalgte bøger
- Manden der elskede vulkaner (1992)
- I Amerika (2000)

1. ↑  Navnet er anført på engelsk og stammer fra Wikidata hvor navnet endnu ikke findes på dansk.
2. ↑  Navnet er anført på engelsk og stammer fra Wikidata hvor navnet endnu ikke findes på dansk.